# 21647 Карлтернер
21647 Карлтернер (21647 Carlturner) — астероїд головного поясу, відкритий 12 липня 1999 року.
Тіссеранів параметр щодо Юпітера — 3,357.